# Drak

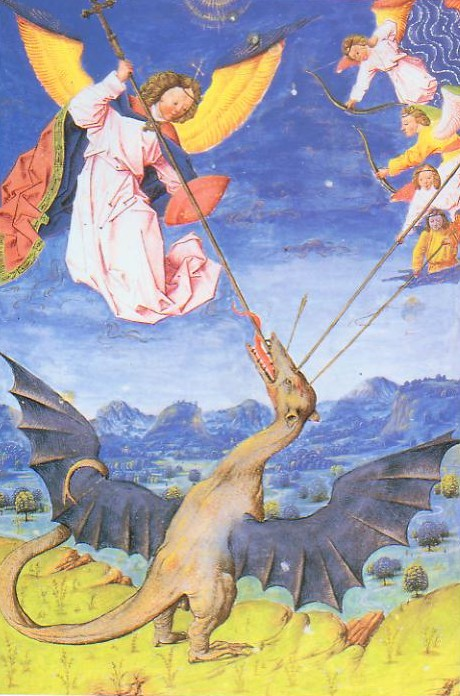
Andělé v čele se archandělem Michaelem bojují s drakem (1448)

Drak je mytické zvíře, obvykle s hadími nebo ještěřími znaky, který se vyskytuje v mýtech, pověstech, pohádkách a lidových příbězích celé řady kultur. Jeho celosvětová rozšířenost má za následek značnou variabilitu jeho vzhledu, velikosti a vlastností. Draci se liší počtem hlav – například v Číně je zobrazován zásadně jednohlavý, řecká mytologie znala draka stohlavého, v pohádkách mívá zpravidla lichý počet hlav, nejčastěji tři nebo sedm – i v počtu nohou (nejčastěji dvě, čtyři nebo žádné) a také ve schopnosti létat a dštít oheň (případně mráz nebo jed).
Podobně jako se liší jejich vzhled, liší se i jejich vlastnosti. Draci se v základním pojetí mohou rozlišovat na dobré a zlé. Tradice prospěšných draků je převážně v Číně, kde je drak symbolem moci a deště. Evropští draci ve středověku jsou namísto toho chápáni jako symbol ničení a chaosu. Často jsou zobrazováni jako krvelačné bestie, které ničí vše v okolí a pojídají zvířata a lidi. Draci jsou spojováni s bohatstvím a majetkem, který zpravidla ochraňují ve svých slujích. Představa draka je velmi stará a může odrážet zkameněliny dinosaurů, ale také nemusí. V báji z antického Řecka hlídal drak zlaté rouno; vyskytují se i v akkadském eposu Enúma eliš napsaném mezi 18.–7. stol. př. n. l. Zmiňují je i příběhy ze starodávného Egypta v podobě setkání boha Ra s hadím drakem Apopem. Dále se objevují v germánské mytologii, kde se s drakem utká Beowulf či Sigurd (Siegfried). Hrdinovi, který se utkal s drakem, se obecně říká drakobijce.

## Drak a saň
V češtině kromě výrazu drak existuje také drakovi velmi blízké označení saň. V heraldické terminologii jsou pokusy o odlišení draka a saně, ale ani tam není rozlišení zcela jisté.

## V mytologii

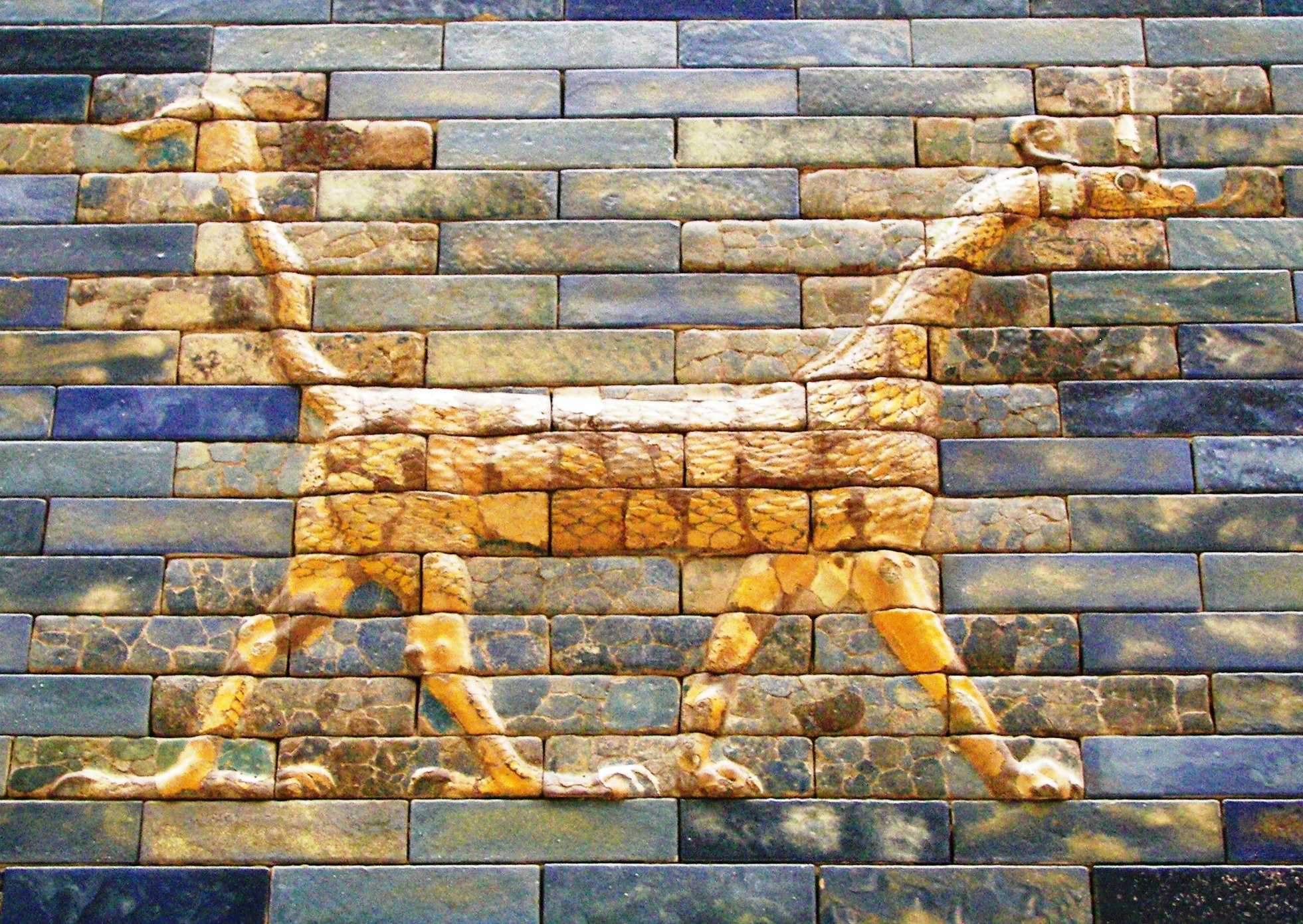
reliéf draka na Ištařině bráně (575 A.D.)

Draci se vyskytují od Japonska až po západ Evropy. S jistým zjednodušením můžeme rozlišit dva základní okruhy, v jejichž rámci se představa o dracích vyvíjela: dálněvýchodní a západní.

### Západní draci
Představa draka v západní kultuře vychází původně především z hada, jehož podoba se s místem a časem výrazně mění: získává křídla, jeden a později dva páry nohou, může mít jednu, dvě, tři i více hlav, často chrlí oheň či má jedovatý dech. Na středověkých vyobrazeních převládá drak s hadím tělem a dlouhým ocasem, ušatou hlavou připomínající psa, jedním párem lvích nohou a ptačími křídly. Teprve později, přibližně od 14. století, začíná převládat vyobrazováni s párem blanitých křídel, připomínajících netopýra. Během novověku pak draci postupně získávají stále častěji ještěří atributy: dva páry nohou, šupinatou kůži a rohy.
Západní draci často bývají spojování se silami zla a chaosu, výjimku tvoří například velšské pověsti.

#### Přední východ
Drak se objevuje již u Sumerů a na ně navazujících kultur, např. nejvyššímu bohovi akkadské říše byl drak přímo zasvěcen. Tento drak byl jakýmsi prototypem tehdejších představ draka a byl vlastně křížencem hada a ptáka Noha. Tehdejší podoba draka je dobře známa z archeologických vykopávek: drak má hadí hlavu s velkýma očima, rozeklaným, hadím jazykem a s rohem na lebce. Krk má velmi dlouhý, jeho tělo je šupinaté a má čtyři nohy. Zadní tlapy mají ptačí drápy. Mezi badateli nepanuje úplná jednota o jeho funkci, schopnostech ani vlastnostech. Velmi známým drakem sumersko-akkadské mytologie je Mušmachchu, což byl sedmihlavý drak (nebo had). Poněkud atypickým drakem byla Tiamat, která na sebe spíše brala podobu draka než by jím sama byla.
S chetitskými draky je spojena jedna zajímavost a to je drak Illujanka, což byl had – drak, spojený s mýtem v němž Inana draka opije a spoutá (Mýtus o Illujankovi). Zajímavá na tom je skutečnost, že drak Illujanka je pravděpodobně první drak žijící v jeskyni. Velmi nenasytný byl chetitský mořský drak Chedammu, který pochází z chetitsky psaného mýtu o Kumarbim (churritský otec bohů). Rodiče tohoto draka jsou Kumarbi a dcera Velkého moře Šertapšuchuri. Jeho hlavní zbraní byla žravost. Ištar se jej na prosbu svého bratra (Bůh bouře) snažila zneškodnit, nejprve použila svoje ženské vnady, ale na draka nezapůsobila, protože jeho jediná touha bylo jídlo, poté ho omámila omamnými látkami a vylákala ho na břeh, kde ho Bůh bouře pravděpodobně zabil (tato část díla se nezachovala).

#### Egypt

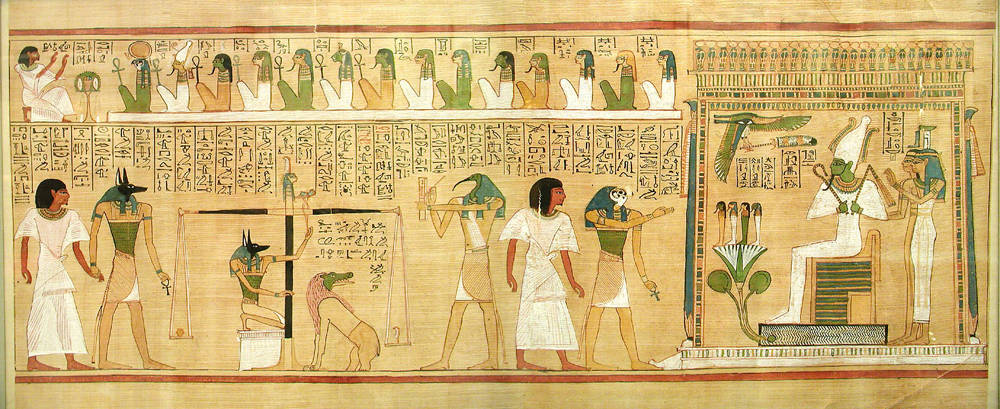
Vyobrazení Amemaita, Egypt

Egyptské náboženství přes obrovské množství podivných bytostí a monster nezná klasického draka. Do egyptské mytologie bylo v průběhu doby zasazeno několik draků víceméně lokálního významu, kteří z ní zase odešli, aniž by do ní významněji zasáhli.
Přesto jsou v této mytologii dvě velmi významné bytosti, které jsou někdy označováni jako draci. Jedná se o Amemait, velká požíračka, nestvůra se lvím a hroším tělem a krokodýlí hlavou. Zúčastňovala se „vážení srdce“ u posledního soudu, jestliže bylo srdce těžší než pravda, sežrala ho a duše přestala existovat navěky. Amemait bývá v některé literatuře označována jako drak, jinde nikoli, každopádně s draky vykazuje některé shodné znaky.
Apop je spíše démon v podobě obrovského hada, je to nepřítel boha Re. Byl ztělesněním nepřátelských sil, které ohrožovaly plavbu sluneční lodi, byl příčinou stmívání, přítmí, temných mraků atd.

#### Řecko

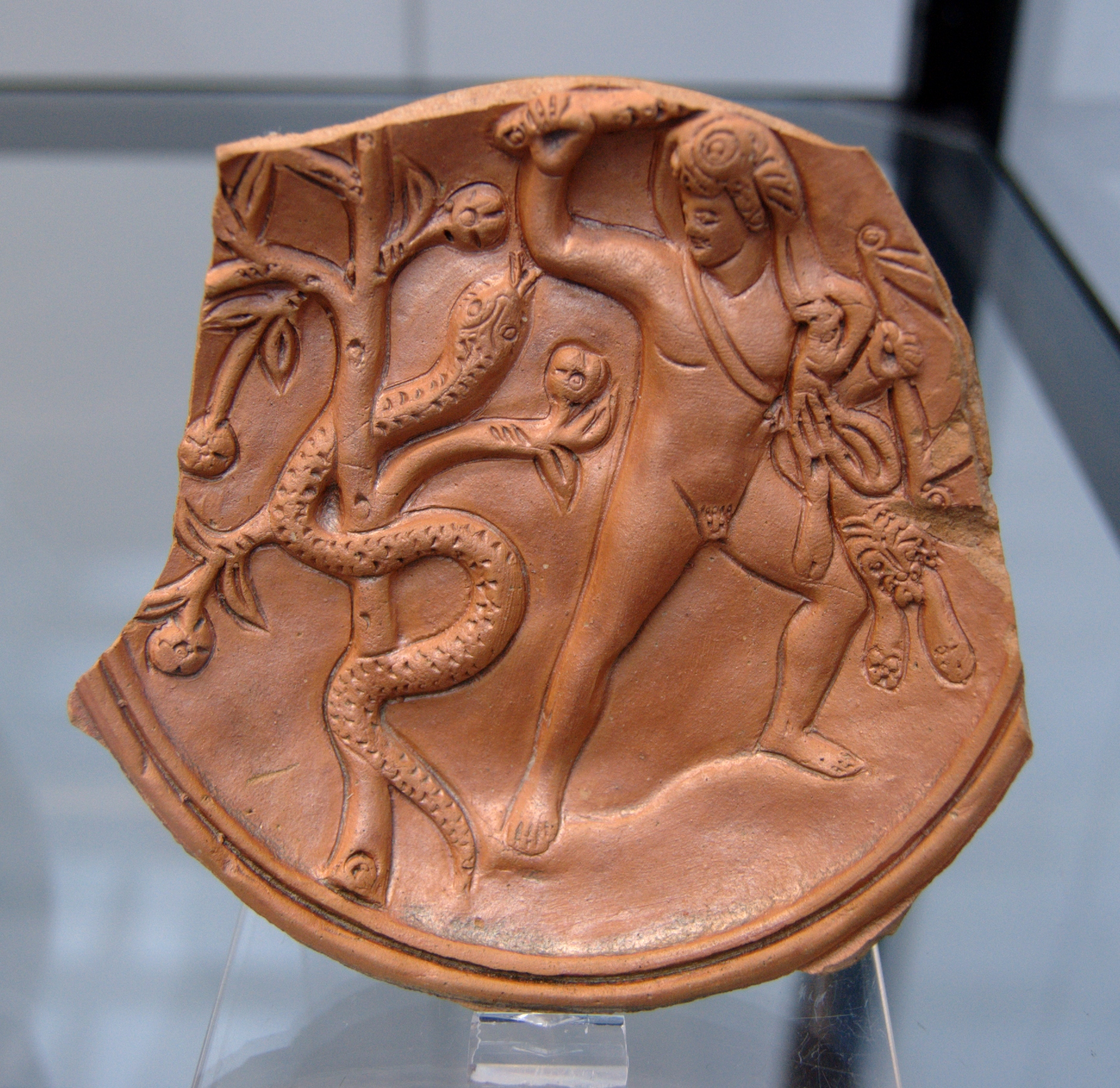
Vyobrazení Ládóna

V řecké a následně i římské mytologii je situace kolem draků velmi komplikovaná, neboť se jich zde vyskytuje značné množství, přičemž některé příběhy mají více verzí a často se stává, že v některé verzi nějakou činnost dělá drak a v jiné nikoli. Draci zde často vystupují jako představitelé tmy (někdy se stávají i jejím symbolem), jindy vystupují v pozici „hlídacího psa“, vyskytuje se i pojetí jakéhosi „posvátného“ zvířete a vykonavatele vůle bohů.
Nejznámějším řeckým drakem je patrně drak vystupující v Pověsti o zlatém rounu, kde Argonauté přijedou získat zlaté rouno do Kolchidy. Zde nejprve Iásón dostane za úkol osít pole dračími zuby (tento čin se stal základem mnoha přísloví), z této setby vyrostou vojáci, kteří se mezi sebou pobijí. Přestože Iásón splnil úkol zlaté rouno nedostane, proto se ho rozhodne získat lstí v čemž mu pomůže Médeia, která uspí draka střežícího toto rouno. Do této pověsti zasáhnou draci ještě jednou, a to když Médeia prchá na voze, který tahnou dva okřídlení draci boha slunce Helia.
Dalším velmi známým drakem je drak zabitý Kadmem, který po objevení vhodného místa pro založení Théb narazí na draka, který zabije jeho společníky, ale Kadmos ho nakonec zabije. Jeho zuby osel pole a vyrostlí vojáci mu pomohli založit město a on se stal jejich králem. Jako starý svého činu lituje a nakonec se sám promění ve velkého hada – draka.
Stohlavý drak Ládón, potomek nymfy Echidny a storukého obra Týfóna, střeží zlatá jablka v zahradě Hesperidek.
Trochu atypickým drakem byl Delfynes, kterého stvořila bohyně Gáia při válce s nebesy a kterého zabil Apollón.
Latinské slovo draco, –ónis, znamená jak „drak“, tak i „had“, v důsledku čehož byli draci ještě dlouho zaměňováni s hady.

#### Bible
V případě Bible se drak vyskytuje pouze několikrát a to pouze ve velmi symbolickém významu v Novém zákoně v knize Zjevení, kde drak slouží jako symbolické vykreslení Satana Ďábla. Výjimečně je za draka považován Behemot (obvykle překládán jako Velké zvíře, obluda), či Leviatan (v kontextu pravděpodobně krokodýl, nebo prostě vodní obluda).
Naopak v apokryfních/deuterokanonických knihách, které byly zřejmě značně ovlivněny myšlenkami národů Předního východu, se s drakem můžeme setkat častěji. Vykreslení těchto bytostí je zhusta značně negativní. Zlovolné, nepojmenované bytosti, jejichž osud není nijak zkoumán. Prostě vystupují jako součást nějakého příběhu, ve kterém nehrají hlavní roli.

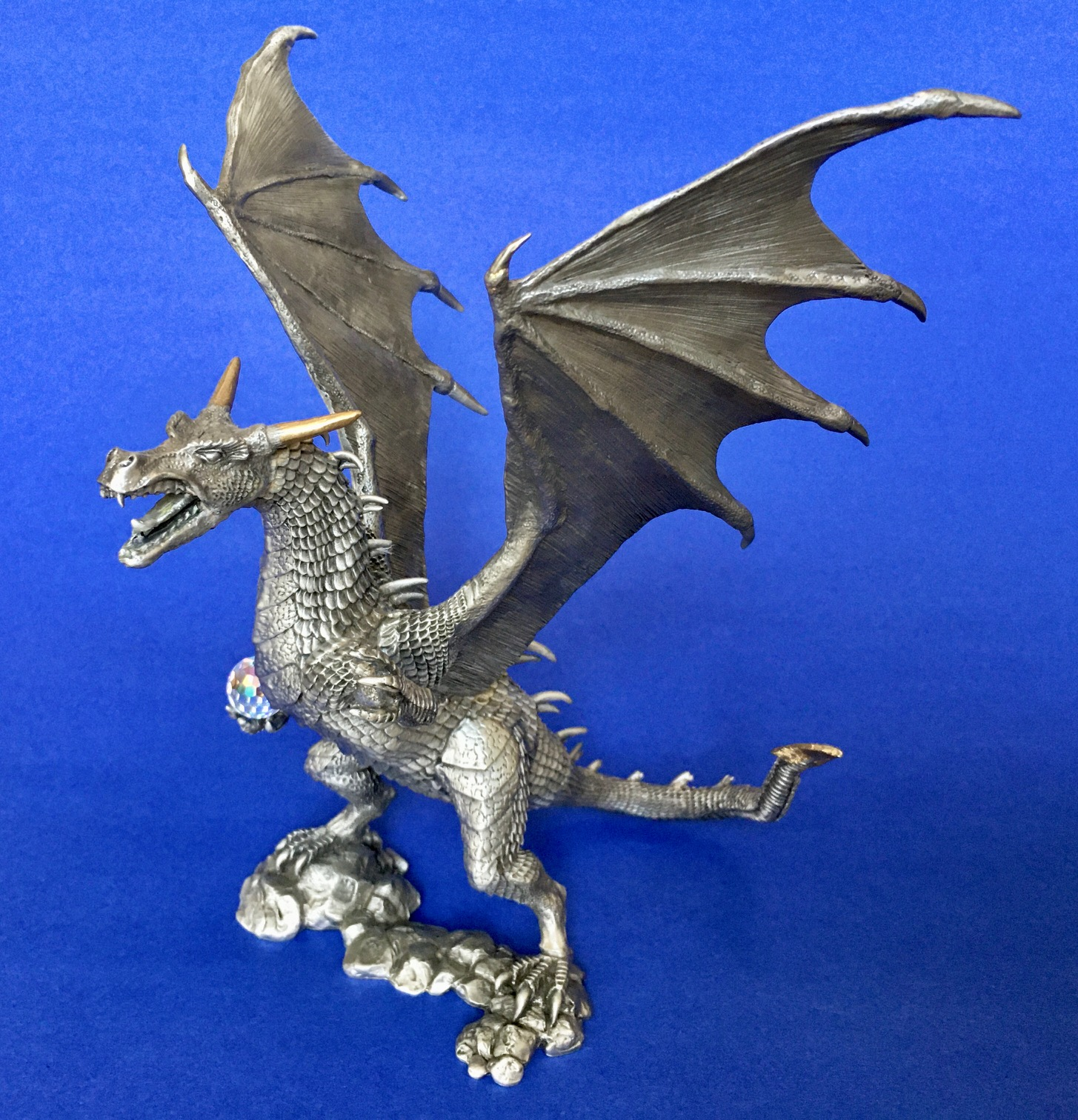
Babylónský drak, uctívaný jako živý bůh spolu se sochou Bela do doby, než ho prorok Daniel nakrmil koláčem, ze kterého pukl. Ilustrační vyobrazení. (Autor: Lambtron)

Zajímavá je Kniha Henochova, kde je přímo vysloveno, že v den Potopy světa dojde k rozdělení dvou „oblud“ (draků) z nichž jedna bude samice – Leviatan (mořská) a druhá samec Behemot. Velice živý je příběh Bela a draka, uctívaného Babylóňany. Izraelský prorok Daniel přesvědčil krále, že není živým bohem před nímž by měl klekat na kolena a že ho zabije, bez meče i hole. Vyžádal si od krále plnou moc a když mu ji panovník udělil, svařil smolu, lůj a chlupy, udělal koláče a dal je drakovi do tlamy. Sežral je a pukl.

#### Severská mytologie
Jörmungandr (Midgardsormr) vyskytující se v severské mytologii je sice častěji považován za mořského hada, ale může být i drak. Podle Eddy se jedná o hlavního protivníka boha hromu Thóra.

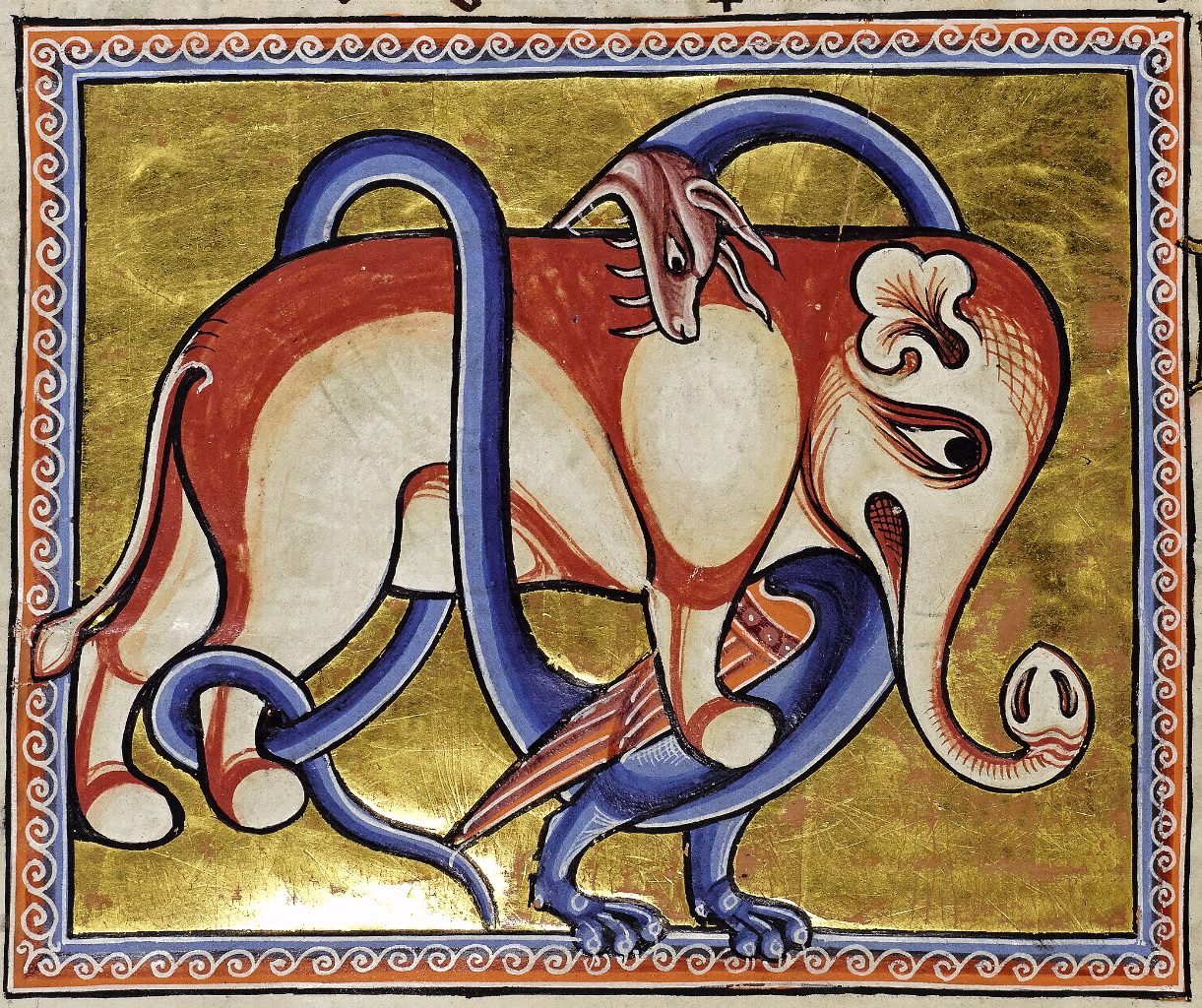
Typické středověké zobrazení draka bojujícího se slonem. Ilustrace z Aberdeenského bestiáře, 12. století.

#### Středověká Evropa
Draky se zabývalo velké množství odborné literatury. Evropské pojetí draka se vyvíjelo poměrně složitou cestou, přičemž zásadní dopad na evropské pojetí draků měla samozřejmě Bible,[zdroj?] z dalších významných myslitelů lze uvést svatého Augustina, který pravděpodobně jako první uvádí představu, že dračí křídla jsou podobná netopýřím (tuto představu neopustila evropská animace a film dodnes) a že vzduch okolo draka je zamořen jeho dechem. Toto tvrzení je zajímavé – dnes se soudí, že vzniklo ze skutečnosti, že v jeskyních (kde draci měli žít) byl zatuchlý vzduch. Nicméně v době sv. Augustýna nebylo zcela běžné, aby drak žil v jeskyni, naopak ještě mnoho let po jeho smrti se předpokládalo, že draci žijí v Etiopii a v podobných zemích.
Středověk rozeznával draky okřídlené a neokřídlené. Nevěřit v neokřídlené draky (a draky obecně) bylo těžkým hříchem[zdroj?], protože pochybovač odporoval Písmu svatému. Mnoho svatých, jak zaznamenali jejich biografové draky zabilo nebo zahnalo. Draka jako atribut má hned několik křesťanských světců, jsou to například Benedikt z Nursie (okřídlený dráček vylézá z kalicha), Gotthard (zkrocený u nohou), Ignác z Loyoly (přemáhá ho), svatý Jiří (probodává ho kopím), Lev Veliký (drak symbolizuje mocnosti temna), Markéta Antiochijská (u nohou, na dlani, někdy ho drží na provázku, někdy je zaměněn za hada), Marta, Hilarius nebo archanděl Michael (přemáhá ďábla v podobě draka).

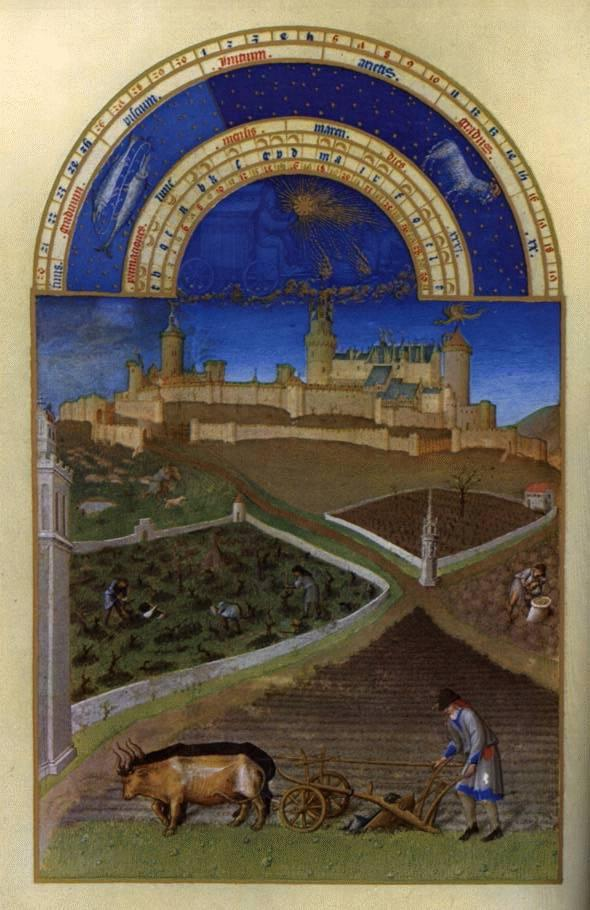
Drak (nad pravou věží) v iluminaci k měsíci březnu ve středověkém rukopisu Přebohaté hodinky vévody z Berry, 15. století

V Anglii v době krále Artuše byli draci různých barev symbolem různých znepřátelených zemí. V legendách o Merlinovi se vyskytují i živí draci, jak dokládá například pověst o souboji červeného draka s bílým. Wales si červeného draka jako symbol ponechal dodnes.
V severní Francii je drak někdy nazýván guivre (či vouivre, názvy pochází z francouzských dialektů, např. Franc-Comtois nebo Ile-de-France) a je popisován jako příšera s dlouhým hadím tělem, dračí hlavou a otráveným dechem, občas rovněž mívá rohy na čele. Na některých místech ve Francii je považován za velmi agresivní stvůru, která často napadá i bez zjevné příčiny či předchozího vyprovokování, ale bojí se nahých lidí, při pohledu na ně se červená a odvrací pohled.
Svatý Samson z Dolu byl prý svědkem setkání dráčka nazývaného La Guivre a mladého kněze. Svatý Samson se s několika následovníky vypravil navštívit svatého Tysilia, zakladatele kláštera v Saint-Suliacu. Ten byl sice velmi chudý, ale snažil se poutníkům poskytnout co nejlepší pohoštění. Jeden mnich, nespokojený s kvalitou jídla, schoval skývu chleba pod plášť, aby ji nemusel snít či nechat na stole. Takřka okamžitě se začal třást a hlasitě křičet. Svatý Samson nevěděl, co si počít, ale svatý Tysilio mnichovi ihned roztrhl plášť a objevil hádě, které se nebožákovi zahryzlo do prsou. Napomenul kněze za jeho chování, ale následně provedl zaříkání a svrhl dráče ze skály do moře.
V The Drac: French Tales of Dragons and Demons, francouzské knize o dracích a démonech, je vouivre zobrazována jako ženská příšera s oslnivými, zelenými šupinami, která vytváří zvuk jako moucha. Vouivre je popisována jako chamtivá a chtivá s hlavou korunovanou perlami a zlatým prstenem na ocasu. Příšera zůstává většinu času ve své jeskyni, odchází jen, aby se vykoupala.
Konrad Gesner v díle Historiae animalium uvádí, že slovo draco pochází od „ostře vidět“, to ovlivnilo představy o dracích na dlouhou dobu a lze tvrdit, že dobrý zrak byl nahrazen dobrým čichem až v pohádkách 20. století. Dobrý zrak měl své opodstatnění v úvaze, že pokud drak letí do velké výšky musí nutně dobře vidět.
Dalším zdrojem informací o dracích je Mandevillův cestopis, který se zmiňuje o několika dracích, ale neposkytuje nové obecné poznatky, pouze nás seznamuje, kde jaký druh draka žije. Jedinou novinkou tohoto cestopisu je možnost začarování ženy v draka – Pověst o Ipokrasově dceři.
Drak se objevuje také v proslulé středověké pověsti o víle Meluzíně, které se každou sobotu změnily nohy na hadí ocas a poté, co byla takto přes zákaz spatřena svým manželem v lázni, se proměnila v draka (okřídleného hada) a zmizela. Ve středověké heraldice byla proto zobrazována v podobě draka v kádi, přestože později začala být ztotožňována s mořskou pannou.
Ve středověké Evropě bylo mnoho „draků“ vystaveno v tehdejších kabinetech kuriozit. Nejčastějším takto vystavovaným drakem byl buď krokodýl nebo rejnok. Středověk obecně v Evropě ale proslul představou soubojů s draky a jejich postupnou likvidací.

##### Zabití draka
Motiv zabití draka se objevuje velice často, podle mnohých etnografů je to jedna z mála skutečně hrdinských situací. Ve starověku draka zpravidla zabíjeli hrdinové případně sami bozi. Nejčastěji je drak zabíjen jako temný element a jeho zabití pak symbolizuje vítězství světla a dobra. V některých případech je zabití draka považováno za akt zabití posvátného zvířete (pouze v případě, že ho zabije člověk). Za tento čin je pak tento člověk potrestán jako za zabití posvátného zvířete, kdy odpovědnost za trest buď převezmou sami bozi, nebo dochází k jakémusi samovolnému, nikým neřiditelnému trestu.
Velmi zvláštní jsou informace vyplývající z díla Gaia Plinia Secunda který uvádí, že drak loví slony, přičemž je velmi často zabit. Zrovna tak sloni se pokoušejí lovit draky. Z představ Plinia vyplývá, že drak je menší než slon.
Ve středověku je motiv zabití draka ještě častější, přičemž středověká Evropa nezná nesmrtelné draky a takový čin je vždy hodnocen kladně. Ty, kteří draka zabili, zve drakobijci.

#### Slovanský drak

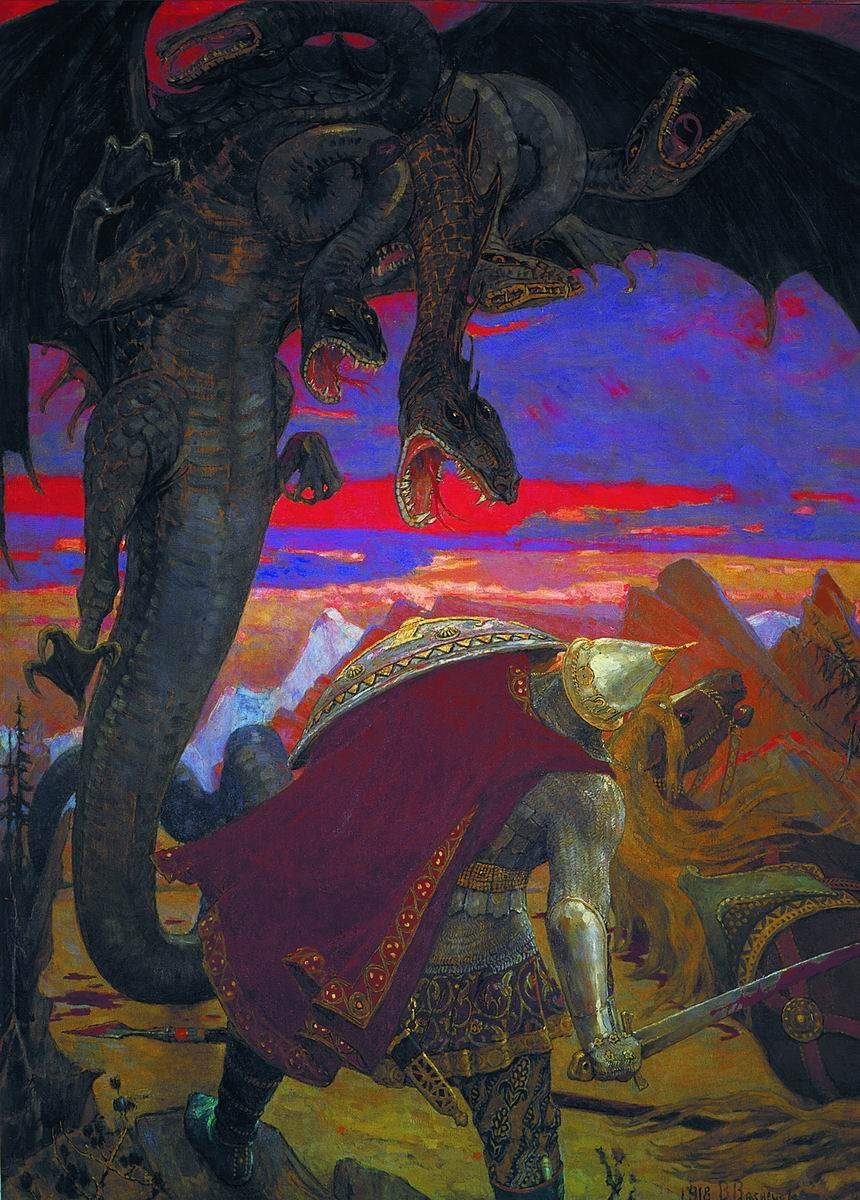
Pětihlavá saň z ruských pověstí (1918)

Zmej je bájná bytost ve slovanské mytologii. V ruské mytologii ho lidé nazývali zmej garynyč, v bulharské zmej, ve staroslovanské a ukrajinské zmaj, stejně tak v srbské, chorvatské, bosenské a slovinské, a żmij v Polsku. Základ slova pochází z ruského „zmeja“ – had, zmije.
Objevuje se také pojem smok (šmok, zmok či zmek), což má být jakýsi dračí předstupeň, dráče. Smok se prý vyvine z hada, kterého žádný člověk nespatřil po dobu sedmi let. Ovšem slova zmaj i smok jsou obecně slovanského původu, a např. v polštině smok označuje jakéhokoli draka.
V západoslovanském okruhu patří mezi známé pověsti například ta o krakovském drakovi. V českém prostředí drak vystupuje například v pověsti o Brunclíkovi, kde vystupuje drak jménem Bazilišek.

### Dálný východ
Orientální drak je obvykle zobrazován jako tvor s jednou velkou hlavou a protáhlým dlouhým tělem. Jeho stavba těla vychází z hadů, i když má čtyři končetiny zakončené ostrými pařáty, které mu umožňují chůzi. Jelikož mají asijští draci obývat převážně vodní prostředí, mají často zobrazován ocas zakončený ploutví, což jim má umožňovat snazší pohyb ve vodě. Podobně i tvar jejich těla je uzpůsoben k životu ve vodě. Za hlavou se občas nacházejí malá zakrnělá křídla. Mnoho zobrazených draků křídla vůbec nemá, ale i přesto dokáží létat. V okolí draků jsou často zobrazovány blesky.
Dle pověstí jsou draci ve východní Asii spojeni s vodou a větrem. Podobně jako jejich evropští příbuzní mají schopnost chrlit oheň, ale je využívána jen velmi zřídka, namísto toho například přivolávají déšť.

#### Čína

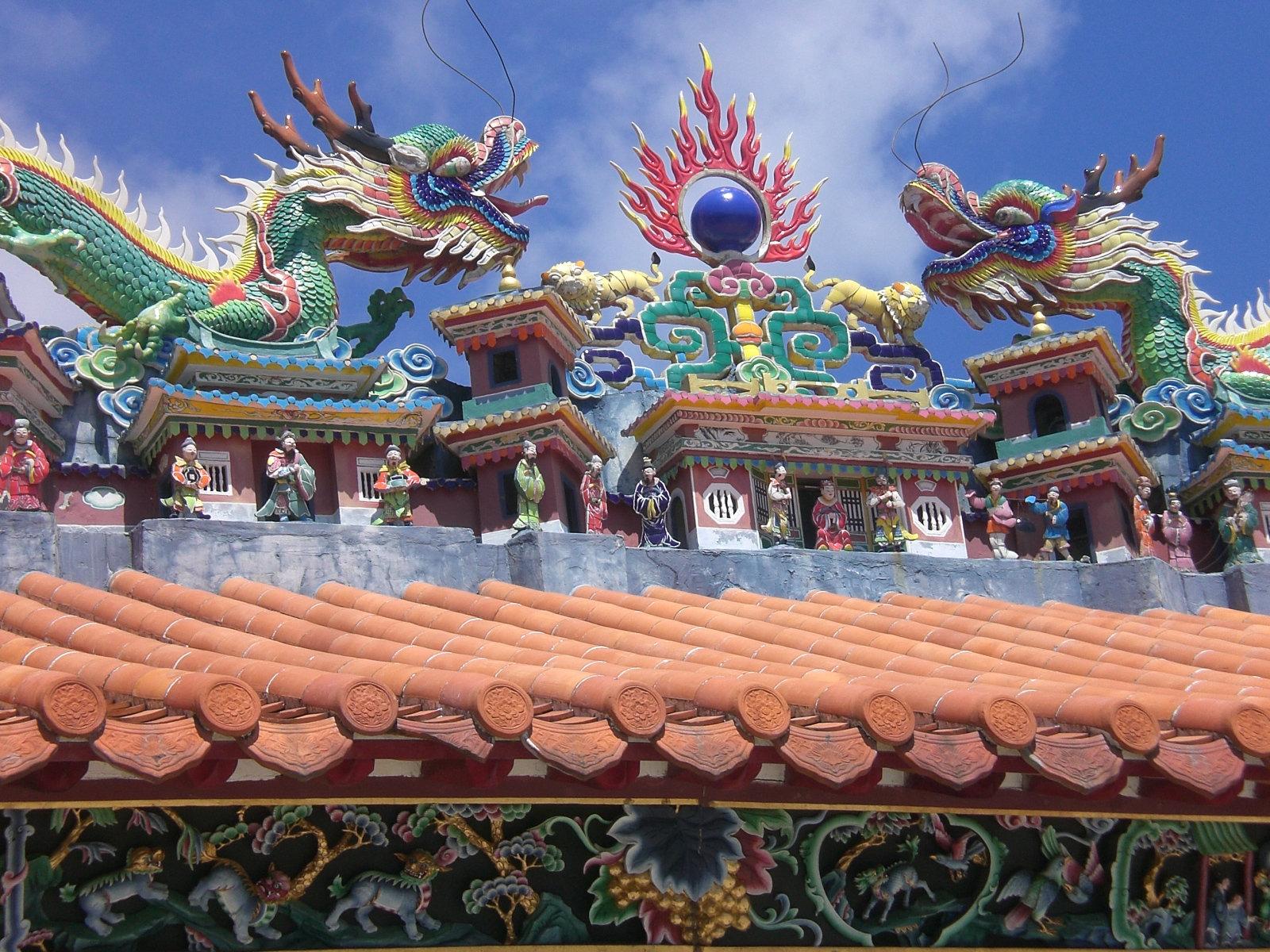
Do dnešních dnů jsou v Číně přítomny sochy draků. Jsou i součástí každoročních oslav a tradic

V Číně má uctívání draků dlouhou tradici v celé společnosti. Draci byli spojováni s vodními a vzdušnými živly, s dobrem a s vrcholným představitelem řádu. Čínské vládnoucí dynastie se považovaly za potomky nebeského draka a spojovaly s draky svůj vznik. Drak figuroval jako ochránce rolníků, jelikož se věřilo, že má magickou sílu přivolávat srážky. Z tohoto důvodu bylo po celé Číně vybudováno nespočet chrámů se sochami draků, u kterých se následně konaly lidové obřady s oběťmi. Pro asijskou mytologii drak symbolizuje jaro a znamení zrodu. Spojován je se symbolem jang a jeho dech má mít léčitelské a oživovací schopnosti. Fosilie přisuzované drakům však patřily spíše pleistocenním savcům než druhohorním dinosaurům.
Drak je jedním ze znamení čínského zvěrokruhu, kde se věří, že lidé narození v tomto znamení mají vladařské předpoklady.
Popisy asijského draka hovoří o tvoru, který má obrovské tělo, ocas ještěrky a čtyři velké nohy s drápy. Drak asijský mívá vyobrazená jen malá zakrnělá křídla, či vůbec žádná, ale i tak má disponovat schopností létat, čehož má docilovat používáním záhadné energie. Vyjma schopnosti chrlit oheň, kterou využívá jen zřídka, umí ovládat déšť a měnit svoji velikost od velikosti ještěrky až po rozměry hory. Zajímavostí je také schopnost učinit se neviditelným, čehož draci údajně využívají pro kontrolu svých teritorií. Jedna z čínských hierarchií dělí draky do čtyř skupin:
1. Nebeští draci (天龍, tchien-lung) – střeží zemi bohů a slouží jim.
2. Draci duchové (神龍, šen-lung) – mají schopnost vyvolat déšť a vítr.
3. Pozemští draci (地龍, ti-lung) – žijí v mořích a řekách.
4. Draci strážci pokladů (伏藏龍, fu-cchang-lung) – hlídají poklady.

Draci jsou zde hodní a přátelští, dovedou se proměnit v lidi i jiná zvířata (symbol císařské moci). Jako potah bohů se nejvýrazněji projevili u Š-che – bohyně, která vyjíždí každé ráno na voze taženém šesti draky a u západní hory sjede do propasti. Také vládce jara Tchaj-che (východ) s bohem stromu Ču mangem (ptačí tělo) létá na dvou dracích.
Velmi podobné představy o dracích jsou rozšířeny též ve Vietnamu a Koreji.

## Drak v moderní kultuře
Drak začal pronikat do literatury, především fantasy, kde došlo k narušení pravidel rozlišování toho, co drak může a čeho schopen není. Veškerá pravidla pak byla narušena filmem, kde drak často nevystupuje jako bájné zvíře, ale jako přihlouplý vraždící maniak, který pro své jednání zpravidla nemá ani motiv ani jasný příkaz.
Ve fantasy zaměřené spíše na magii bývají naopak draci inteligentní, často inteligentnější než člověk nebo alespoň těžící z tisíciletých životních zkušeností. Ovládají velmi dobře magii přirozenou i naučenou (tedy klasická zaklínadla). Patří mezi nejnebezpečnější protivníky, které lze ve fantasy potkat, ale nebývají vždy zlí.
V některých fantasy světech – například v Midkemii – na sebe draci mohou vzít lidskou podobu, ať už pomocí zaklínadla nebo díky přirozené schopnosti změny podoby. I v lidské podobě si uchovávají svou sílu, rychlost a pochopitelně i magické schopnosti.
Kromě draků dštících oheň se vyskytují draci ledoví (bývají modří) a draci vydechující nebo vyplivující jed (bývají zelení) a případně i blesky.
Draci se vyskytují i ve sci-fi, například v knihách o Pernu (Anne McCaffrey). Jedná se tam o původně malé tvory schopné plivat oheň po rozžvýkání jakéhosi nerostu, létat (na netopýřích křídlech), telepatické komunikace a teleportace skrz prostor i čas (přes něco zvané mezimezí). Po přistání lidských kolonistů byly geneticky vylepšeni – zvětšeni natolik, aby mohli nést lidského jezdce, a byla zvýšena jejich inteligence – aby mohli být použiti při obraně proti agresivní mimozemské (a mimopernské) formě života zvané vlákna. Draci z Pernu jsou častěji samci, samice kladou větší počet vajec. Svého jezdce si vybírají (z přivedených kandidátů) hned po vylíhnutí a tvoří s ním telepatické pouto.
- J. R. R. Tolkien: Silmarillion, Hobit – ve Středozemi se vyskytuje několik druhů draků. Nejprve se objeví draci, vedení Glaurungem. Ti nejvíce připomínají hada, mají pouze dvě přední nohy a nemohou létat. Dokáže chrlit oheň a také má schopnost zaklít toho, kdo se podívá do jeho očí. Teprve později se objeví i plemeno šupinatých létajících draků, z nichž nejmohutnější je Ancalagon Černý, který svým pádem zničí pevnost Thangorodrim Temného pána Morgotha. Stejného plemene je i drak Šmak, který vyžene trpaslíky z Osamělé hory a přivlastní si jejich poklad. Zmíněn je také ledový drak.
- Rob Cohen: Dračí srdce – filmový příběh, v němž je výstižně zachycen nejasný postoj lidí k drakům, kteří netuší, že draci ve skutečnosti nejsou zlí.
- Cressida Cowellová: Jak vycvičit draka – v této knize je hodně druhů draků; bývají malí i obrovští. Například: děsovec obludný, Garvan, drak běžný (nebo zahradní), hnědák obecný. Později mírně přepracováno do filmů a seriálu.
- Christopher Paolini: Odkaz Dračích jezdců – V této tetralogii je jenom jeden druh draků. Existují však jak divocí draci tak i draci, kteří mají svého jezdce, tedy přijali člověka, jako svého partnera.
- Terry Pratchett: Stráže! Stráže!, Poslední hrdina – V sérii Úžasná Zeměplocha jsou jedinými žijícími draky bahenní dráčci – malí ještěři se složitým zažíváním, schopní letu a plivání ohně a náchylní k výbuchům v případě nemoci či rozrušení. V minulosti existovali velcí draci, kteří využívali k životu magii, ale vzhledem k jejímu úbytku postupně vyhynuli. V pozdějších knihách se objevují měsíční draci se zakrslými křídly, využívající chrlení ohně k pohonu
- Richard A. Knaak: Dragonrealm – jedná se o sérii knih, ve které draci hrají ústřední roli. Existuje zde mnoho druhů draků (různé kasty). Z inteligentních draků – dračí králové, vévodové, válečníci a sluhové. Ti se ještě dělí na ohnivé draky chrlící oheň a vzdušné draky chrlící jed (výjimku tvoří Ledový, který dýchá mráz). Všichni inteligentní draci umí měnit podobu v ozbrojeného válečníka. Samice se dovedou proměnit v ženy. Z neinteligentních jsou to nižší draci, které ohniví draci využívají jako jízdní zvířata ve své lidské podobě, wyverny a bazilišci.
- George R. R. Martin: Píseň ledu a ohně – odehrává se ve světě, kde draci prokazatelné existovali, poté byly pokládání za vyhynulé. Stát, kde se odehrává podstatná část příběhu, Západozemí, byl založen dračími jezdci z rodu Targaryenů.
- Hiro Mašima: Fairy Tail – hlavní hrdina, Natsu Dragneel, byl adoptován drakem a poté co zmizel, se ho Natsu snaží najít.
- v žánru LitRPG, kdy se příběh odehrává v herním světě jsou draci běžnou součástí okolí
- v dalších světech mají draci podstatnější roli: Harry Potter, Zaklínač, Warhammer, Mýtická dobrodružství, ...

## Symbolika

### Heraldika

Heraldický drak

Mezi obecnými figurami se v heraldice rozlišuje především drak a saň. Drak (v anglosaském prostředí nazývaný wyvern) má dvě nohy, pár křídel a obvykle chrlí oheň. Saň (anglicky dragon) má čtyři nohy, pár křídel a obvykle oheň nechrlí.
Kromě saně a draka se vyskytují ještě další tvorové, sdílející s draky určité rysy, jako kupříkladu bazilišek (tvor s hadím tělem a ocasem, jedním párem nohou, kohoutí hlavou a dračími křídly, v anglosaské terminologie cockatirice) či panter (zvíře chrlící oheň a podobné lvu).
Spíše mimo české prostředí se vyskytují i další, jako kupříkladu amfisbéna (drakovité stvoření s druhou hlavou na ocase), amfiptéra (okřídlený had), hydra (vícehlavá saň), „lindworm“ (anglické označení pro draka bez křídel – nezaměňovat s německým „lindwurm“, což znamená drak obecně) a další.
Saň se objevuje ve státním znaku Ruské federace a Gruzie (jako přemožený protivník sv. Jiřího) a zejména ve znacích měst. Ve svém znaku má saň slovinské hlavní město Lublaň, z českých měst je drak znám např. v městské pečeti Brna (krokodýl) nebo v městských znacích Kolína či Trutnova. Někdy je také doprovázen postavou sv. Jiří, jako je tomu např. u Vysokého Mýta.

Městský znak Kolína
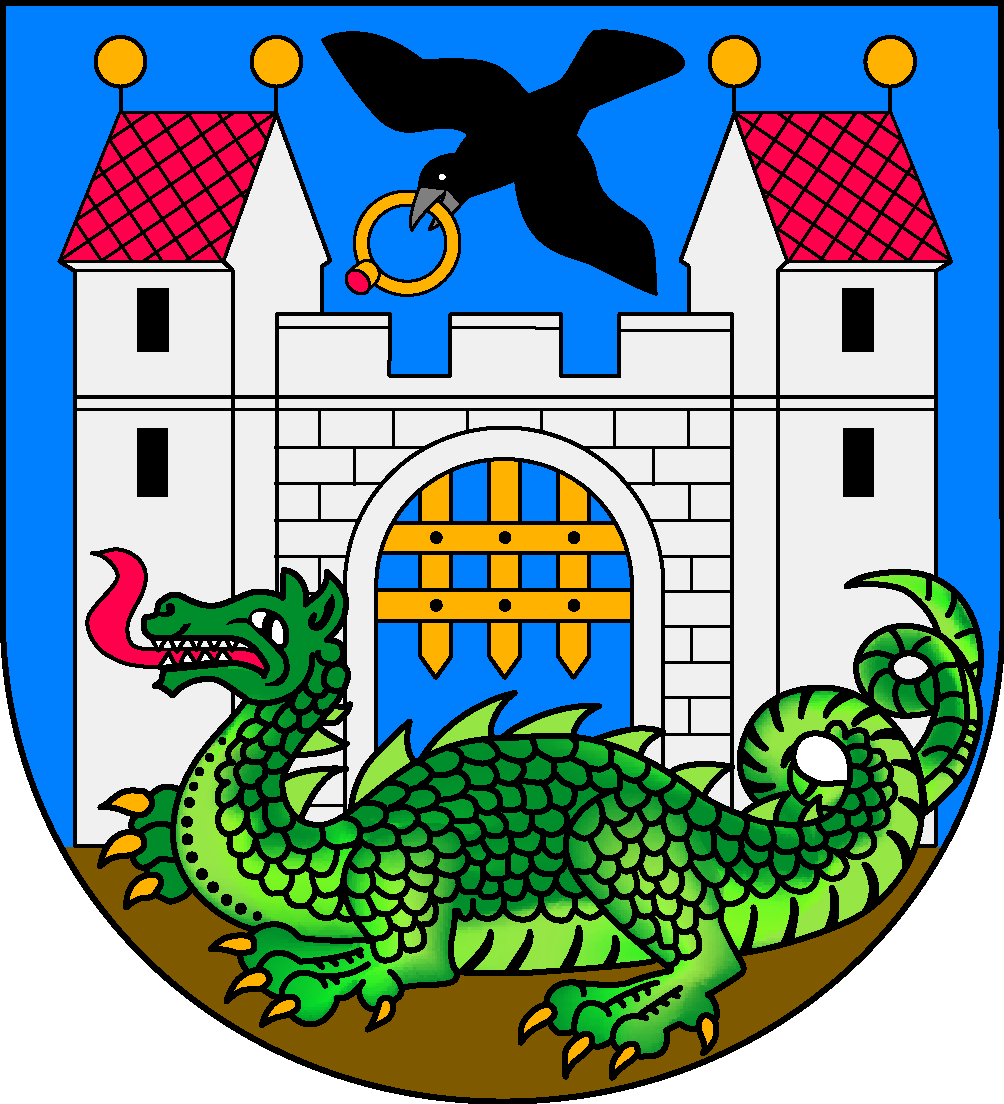
Městský znak Trutnova
Státní znak Gruzie (malý)

### Vexilologie
Symbol draka či saně se vyskytuje též na vlajkách Walesu a Bhútánu.

Velšská vlajka Poměr stran: 3:5
Bhútánská vlajka Poměr stran: 2:3